# Tora Berger
Pour les articles homonymes, voir Berger (homonymie).
Tora Berger, née le 18 mars 1981 à Ringerike, est une biathlète norvégienne.
Elle possède l'un des plus imposants palmarès du biathlon féminin avec deux titres olympiques, celui de l'individuel aux Jeux de Vancouver en 2010 et celui du relais mixte aux Jeux de Sotchi quatre ans plus tard, édition où elle remporte deux autres médailles, l'argent de la poursuite et le bronze du relais féminin. Elle possède également dix-huit médailles, dont huit titres, remportées aux Championnats du monde entre 2006 et 2013. Lors de cette dernière édition, elle obtient une médaille dans chacune des six épreuves avec quatre titres et deux médailles d'argent.
En Coupe du monde, elle termine à deux reprises sur le podium final du classement général avec une troisième place en 2009 et en 2012 avant de remporter ce classement général deux fois consécutivement, la première à l'issue d'une saison 2012-2013 parfaite, où elle s'empare du dossard jaune de leader de la Coupe du monde dès la première course pour ne plus le quitter. Elle remporte l'ensemble des globes des épreuves individuelles, et des épreuves par équipes. Tora Berger met un terme à sa carrière sportive à la fin de la saison suivante où elle termine initialement à la seconde place du classement général derrière Kaisa Mäkäräinen. Mais sept ans plus tard, en 2021, le classement général de la Coupe du monde 2013-2014 est actualisé à la suite de la disqualification d'Olga Zaïtseva sur quelques courses et voit Tora Berger passer alors en tête et remporter ainsi rétrospectivement son deuxième gros globe de cristal. Elle compte vingt-huit victoires individuelles en Coupe du monde et pointe en cinquième position du palmarès au nombre de victoires chez les femmes. Elle prend sa retraite sportive après avoir disputé ses troisièmes Jeux olympiques à Sotchi  où elle gagne trois médailles, dont l'or du relais mixte.  

## Biographie

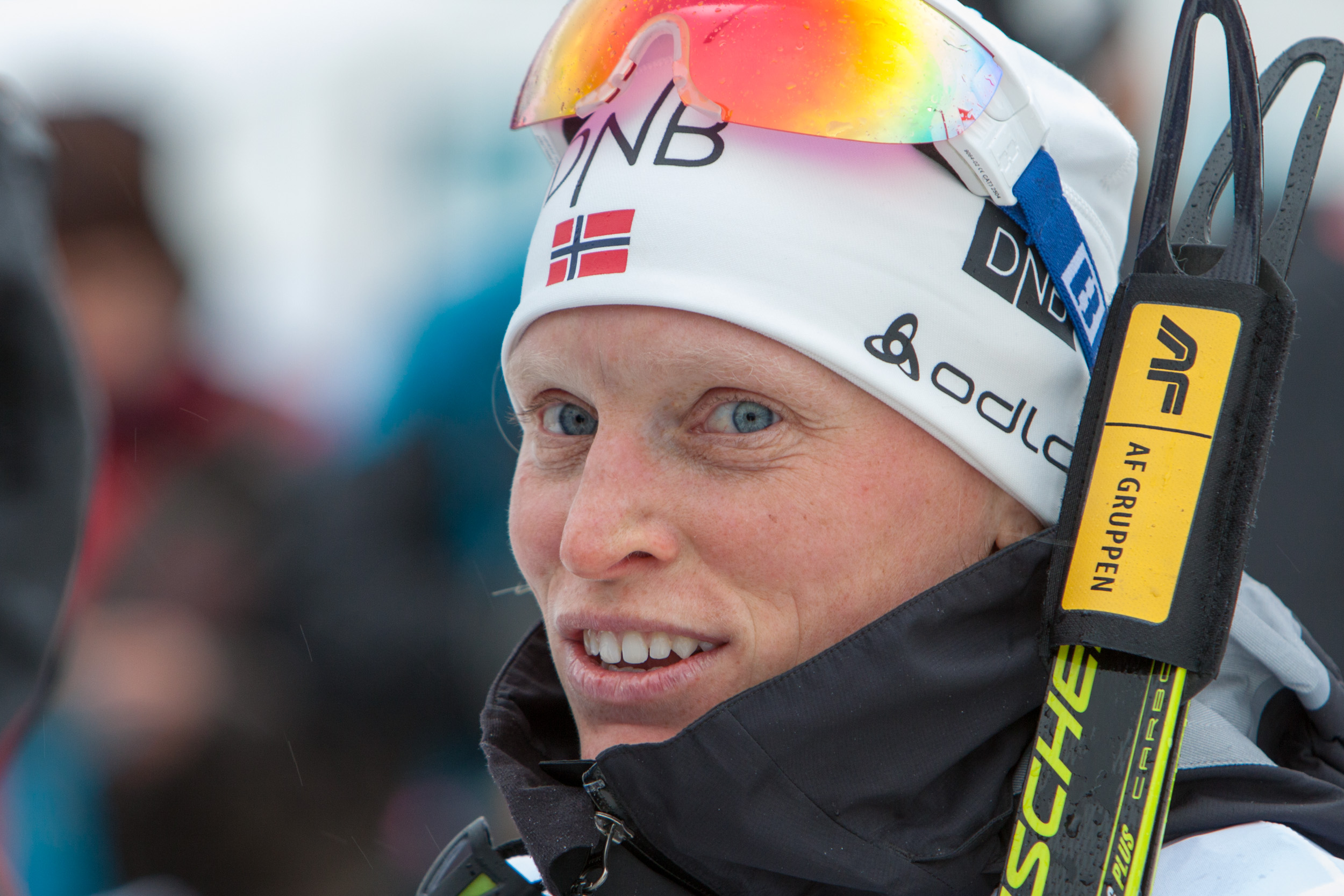
Tora Berger

### Débuts en équipe nationale
Tora Berger est née à Ringerike mais a grandi dans la municipalité montagneuse de Lesja, comté de l'Oppland, et vit aujourd'hui à Meråker, dans le Nord-Trøndelag. Son club est le Dombås IL, situé à Dombås, Oppland. Son frère Lars Berger est aussi un biathlète.
Déjà lorsqu'elle était junior de nombreux espoirs étaient fondés sur elle : elle a remporté la médaille de bronze du sprint lors de la coupe du monde junior en 2000. En 2002, elle est devenue championne de Norvège.
Aux championnats du monde 2005 à Hochfilzen, elle fait ses grands débuts chez les professionnelles et participe aux cinq épreuves et obtient des résultats corrects, 21e en individuel, 11e en sprint, 19e en poursuite, 13e du départ groupé et cinquième du relais. Elle obtient ses premiers podiums en coupe du monde lors de cette même saison en finissant deux fois deuxième à Antholz-Anterselva, respectivement du sprint derrière l'Allemande Kati Wilhelm, puis de la poursuite derrière la Française Sandrine Bailly.

### Premières victoires
Elle dispute pour la première fois les Jeux olympiques en 2006 à Turin, terminant 13e de l'individuel, 23e du sprint, 18e de la poursuite, 25e du départ groupé et cinquième du relais. En fin de saison, en compagnie de Linda Tjörhom, Halvard Hanevold et Ole Einar Björndalen, elle obtient la médaille d'argent au championnat du monde de relais mixte, nouvelle épreuve qui n'est pas encore olympique, disputé à Pokljuka est remporté par la Russie.

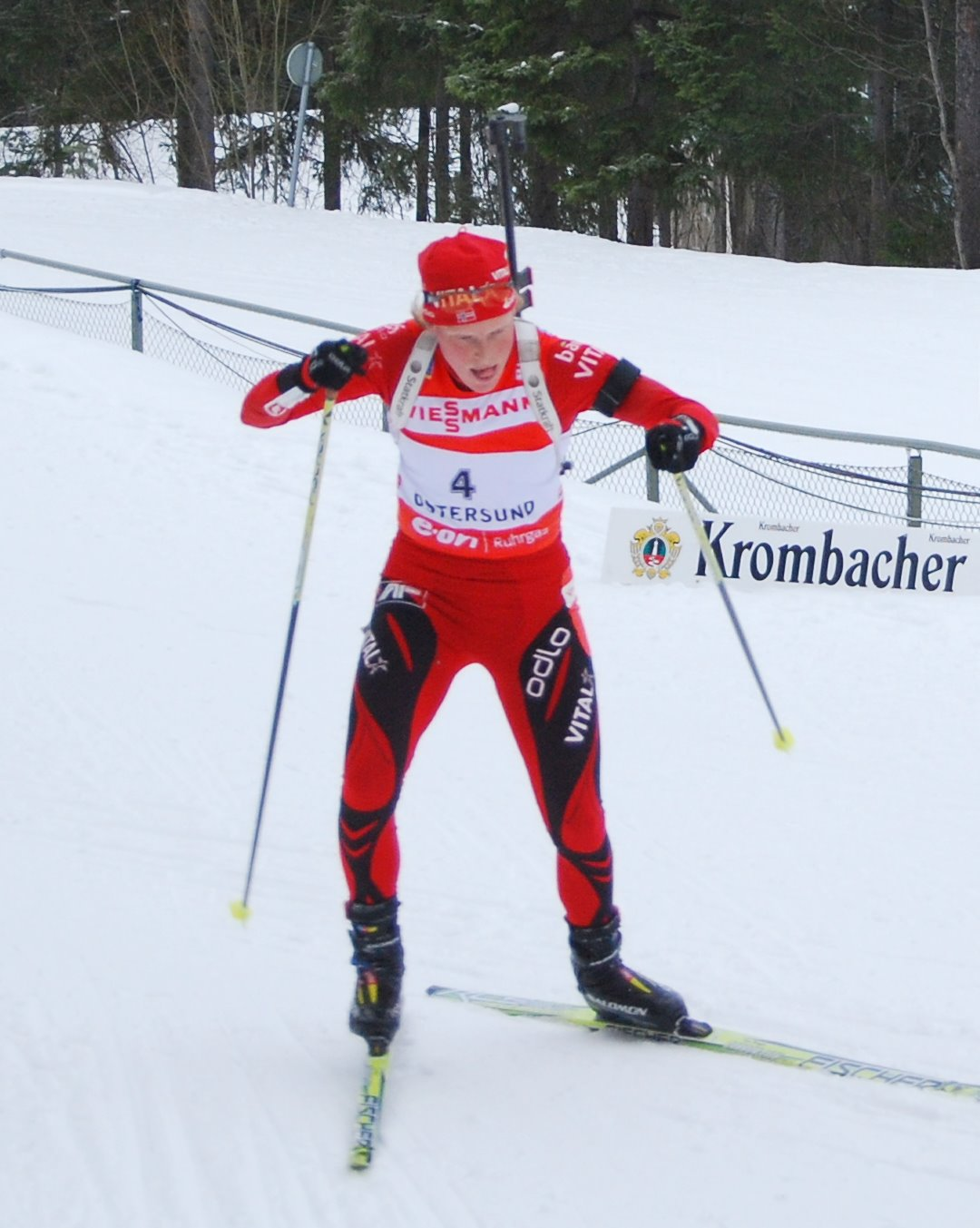
Tora Berger lors des Mondiaux 2008 d'Östersund.

Elle obtient sa première victoire en coupe du monde au début de la saison 2007-2008 à Kontiolahti, s'imposant sur la poursuite devant Andrea Henkel après avoir terminé à la troisième place du sprint à six dixièmes de l'Allemande Martina Glagow. La même saison, elle remporte le sprint à Oberhof, puis termine troisième de la poursuite à Antholz. Lors des championnats du monde disputés à Östersund, elle termine trois fois au pied du podium, quatrième de l'individuel, du sprint et de la poursuite, avant de finir deuxième du départ groupé derrière Magdalena Neuner, remportant ainsi sa première médaille individuelle aux championnats du monde. Elle monte encore sur le podium du sprint d'Holmenkollen en fin de saison.
Lors de l'hiver 2008-2009, elle obtient trois podiums (deuxième du sprint disputé d'Östersund, troisième du sprint d'Oberhof et de la poursuite de Ruhpolding) avant de remporter sa première victoire à Antholz-Anterselva sur le sprint devant Darya Domracheva. Lors des mondiaux de Pyeong Chang, elle termine troisième de l'individuel remporté par Kati Wilhelm. Ses autres résultats sur ces championnats sont une 19e place sur le sprint, une 9e sur la poursuite, une 15e place sur le départ groupé et une 11e en relais. Sur l'ensemble de la coupe du monde, elle se classe troisième de l'individuel, troisième du sprint, deuxième de la poursuite, et sixième du départ groupé, et finalement troisième du classement général.

### Titre olympique et championne du monde
L'événement majeur de la saison suivante est les Jeux olympiques de 2010 à Vancouver. Tora Berger commence sa saison par une victoire lors du sprint d'Östersund. Elle termine également troisième du départ groupé disputé à Oberhof. Le 18 février 2010, elle devient la première Norvégienne à gagner une médaille d'or olympique en biathlon en remportant le 15 km individuel, où elle devance Elena Khrustaleva de 20,7 secondes et Darya Domracheva de 28 secondes. Elle apporte à la Norvège sa centième médaille d'or aux Jeux olympiques d'hiver. Grâce à cette médaille historique, la Norvège est la première nation à remporter 100 médailles d'or aux Jeux olympiques d'hiver,. Elle termine également cinquième de la poursuite, après être partie en 33e position en raison de sa place lors du sprint. Enfin, elle se classe 18e de l'individuel et quatrième du relais.
En 2010-2011, elle remporte six courses avant de disputer les mondiaux de Khanty-Mansiïsk : l'individuel de Pokljuka, le sprint et la poursuite de Ruhpolding, le sprint et le départ groupé à Antholz-Anterselva et la poursuite de Presque Isle, étape où elle termine également deuxième du sprint. Lors des mondiaux, elle remporte une médaille de bronze sur le sprint, ses autres résultats étant une 10e place de l'individuel, une 7e du sprint, une 5e de la poursuite et une 5e du relais. Elle obtient un autre podium en fin de saison avec une deuxième place du sprint d'Oslo Holmenkollen. Elle termine quatrième du général final de la coupe du monde.
Avant le début de la saison 2011-2012 de biathlon, Tora Berger participe à la première étape de la Coupe du monde de ski de fond, à Sjusjøen en Norvège. Pour son premier départ dans une épreuve de coup du monde, elle termine quatrième, à seulement quatorze secondes du podium. Alignée avec le deuxième relais, elle termine également deuxième du quatre fois cinq kilomètres, course remportée par la première équipe norvégienne. Elle commence la coupe du monde de biathlon par deux podiums, une deuxième place en sprint et une victoire lors de la poursuite à Östersund. Elle se classe ensuite deuxième du départ groupé à Oberhof. À Nove Mesto, elle termine deuxième du sprint avant de remporter la poursuite. Elle obtient ensuite une troisième place à Oslo Holmenkollen (sprint). Lors des mondiaux 2012 à Ruhpolding, elle remporte le titre de l'individuel et du départ groupé, devançant lors de ces deux courses Marie-Laure Brunet. Elle obtient la médaille de bronze du relais féminin et remporte l'or du relais mixte avec Synnøve Solemdal, Ole Einar Bjoerndalen, Emil Hegle Svendsen. À l'issue de l'individuel, elle révèle quelle a auparavant remporté une victoire plus importante en 2009 en se faisant opérer d'un cancer de la peau. En fin de saison, elle termine deuxième du départ groupé de Khanty-Mansiïsk.

### La domination
Elle commence la saison 2012-2013 par un impressionnant triplé lors de la première étape à Östersund : victoires sur l'individuel, avec plus d'une minute d'avance sur la deuxième, Darya Domracheva, puis le sprint et la poursuite. À Hochfilzen, elle enchaine avec deux autres podiums (sprint et poursuite) et remporte également le premier relais de la saison avec l'équipe norvégienne. Après une 27e place lors du sprint de Pokljuka, son plus mauvais résultat de la saison, puis une neuvième place lors de la poursuite, elle boucle le premier « trimestre » avec une nouvelle victoire en s'imposant sur le départ groupé.
Elle commence les mondiaux 2013 à Nove Mesto par une victoire en relais mixte avec Synnøve Solemdal, Tarjei Bø et Emil Hegle Svendsen, devançant le relais français. Devancée de six secondes par Olena Pidhrushna lors du sprint, elle s'impose sur la poursuite face à Krystyna Palka, faisant notamment la différence sur la dernière série de tirs où elle réussit le sans faute. Elle remporte ensuite l'individuel avec plus de 52 secondes d'avance sur Andrea Henkel. Après une victoire dans le relais féminin avec Hilde Fenne, Ann Kristin Flatland et Synnøve Solemdal, elle termine en deuxième position du départ groupé derrière Darya Domracheva. Elle s'impose pour la première fois à Holmenkollen en Coupe du monde en battant notamment Darya Domracheva sur le sprint grâce à un sans faute avec 12 secondes d'avance sur sa rivale qui concède deux pénalités. Puis elle gagne la poursuite malgré quatre tirs manqués, devant la Française Marie Dorin qui finit deuxième. Elle termine cette étape norvégienne par une troisième victoire en autant de courses, ce qui lui assure également le gain du classement général de la coupe du monde en plus des quatre globes de spécialité. Lors des deux dernières étapes de la coupe du monde, elle obtient trois places de troisième en cinq courses et une autre troisième place avec le relais norvégien. Elle remporte ainsi l'ensemble des globes de cristal, le gros globe récompensant la première du classement général de la coupe du monde, et les petits globes récompensant la première des classements de chacune des disciplines. Seule la Suédoise Magdalena Forsberg a réussi une telle performance chez les femmes. Elle permet également à la Norvège de remporter les classements du relais féminin et du relais mixte. Avec dix-neuf podiums lors de la saison, elle égale le record établi par Magdalena Forsberg lors de la saison 2000-2001.

### Année olympique: retraite et récompense ultérieure du gros globe
La saison 2013-2014 ne débute pas sur la même cadence que la précédente, puisqu'au cours du premier « trimestre » de la Coupe du monde, Tora Berger doit se contenter d'un seul podium, une troisième place sur le sprint d'Östersund. Il faut attendre le mois de janvier 2014 pour la voir retrouver la plus haute marche du podium, lors de la mass-start d'Oberhof. Elle obtient une nouvelle place sur le podium en terminant à la deuxième place de la poursuite de Ruhpolding, derrière la Tchèque Gabriela Soukalová. Au terme de l'étape suivante, disputée à Antholz-Anterselva, et à la veille des Jeux olympiques, elle prend pour la première fois de la saison la tête du classement général de la Coupe du monde, précédemment occupée par Soukalová, en terminant troisième de la poursuite remportée par l'Allemande Andrea Henkel devant la Biélorusse Nadezhda Skardino.
Figurant parmi les favorites, au même titre que Darya Domracheva, la Finlandaise Kaisa Makarainen ou Gabriela Soukalová, Berger termine à la dixième place du sprint, première course féminine des Jeux, à 33 secondes 8 de la Slovaque Anastasia Kuzmina. Sur la poursuite, elle remonte à la deuxième place, à 37 secondes de Darya Domracheva, et obtient ainsi sa première médaille, en argent. Tenante du titre de l'individuel, elle ne termine qu'à la seizième place de cette course avec trois minutes de pénalité, à 3 minutes 53 de Domracheva qui remporte son deuxième titre. Lors du départ groupé, encore dominé par Domracheva, elle commet deux erreurs sur le pas de tir et termine à la quatorzième place avec un retard de 1 minute 42 sur la Biélorusse. Alignée en première position sur le relais mixte avec Tiril Eckhoff, Ole Einar Bjørndalen et Emil Hegle Svendsen, Tora Berger effectue les deux seules pioches de son équipe au tir et transmet malgré tout le relais en tête, la Norvège s'imposant finalement de 32 secondes devant la République Tchèque. Elle est la dernière relayeuse norvégienne d'une équipe féminine privée de Synnøve Solemdal, malade, et composée de Fanny Welle-Strand Horn, Tiril Eckhoff et Ann Kristin Flatland. Cette équipe obtient la médaille de bronze, derrière l'Ukraine et la Russie, et récupère ultérieurement la deuxième place après la disqualification de la Russie pour infraction aux règles antidopage.
Malgré une deuxième place sur la poursuite de Pokljuka, derrière Kaisa Makarainen, elle doit céder à cette dernière la tête du classement général après le premier sprint de Kontiolahti remporté par la Finlandaise et où Berger termine quatrième. Lors du deuxième sprint de cette étape, Mäkäräinen s'impose à nouveau, cette fois juste devant Berger. Lors de la dernière étape de la Coupe du monde, à Oslo, Tora Berger se classe deuxième du sprint derrière Darya Domracheva et reste en course pour le classement général. Deux jours plus tard, elle obtient une nouvelle deuxième place, derrière Anastasia Kuzmina, Mäkäräinen s'assurant quant à elle le globe de la poursuite au détriment de la Norvégienne grâce à sa quatrième place. Le gros globe de cristal se décide sur la dernière course de la saison, le départ groupé. En début de course, Berger semble prendre l'avantage sur son adversaire finlandaise avec une trentaine de secondes d'avance à mi-parcours, mais concède trois fautes sur le premier tir debout contre une à son adversaire. La Finlandaise termine à la septième place et la Norvégienne à la quatorzième place. Les écarts sont serrés, mais Mäkäräinen remporte alors le classement général avec, à ce moment-là, 860 points contre 856 à la Norvégienne. Cette mass-start finale d'Oslo-Holmenkollen est la dernière course de la carrière de Tora Berger. Sept ans plus tard, en 2021, la disqualification pour dopage d'Olga Zaïtseva sur les dernières courses de la saison entraine une mise à jour du classement général qui n'est pas anodine. En effet, la redistribution des points est favorable à Tora Berger qui, avec désormais un total de 868 points, passe en tête devant Kaisa Mäkäräinen (863 points) et remporte le classement général. Conformément au règlement, l'IBU attribue rétrospectivement le gain de la Coupe du monde 2013-2014 à Tora Berger. La Norvégienne doit cependant partager sa victoire avec Mäkäräinen qui a pendant sept ans occupé officiellement la première place de ce classement général, l'IBU ayant en effet pris la décision de placer les deux championnes à égalité et de les déclarer toutes deux vainqueures du gros globe de cristal,.

## Palmarès

### Jeux olympiques
Tora Berger a remporté une médaille d'or lors des Jeux olympiques d'hiver en 2010 dans l'épreuve de l'individuel, devant Ielena Khroustaliova et Darya Domracheva. Il s'agit de la seule médaille remportée par une biathlète norvégienne dans cette édition. Lors de l'édition suivante, elle remporte trois médailles : l'argent lors de la poursuite derrière Darya Domracheva, l'or avec le relais mixte, épreuve qui figure pour la première fois au programme des Jeux, et le bronze avec le relais féminin.
| Édition \ Épreuve              | Individuel                     | Sprint | Poursuite                          | Départ en masse | Relais | Relais mixte                     |
| Jeux olympiques 2006 Turin     | 13e                            | 23e    | 18e                                | 25e             | 5e     | Épreuve inexistante à cette date |
| Jeux olympiques 2010 Vancouver | Médaille d'or, Jeux olympiques | 33e    | 5e                                 | 18e             | 4e     | Épreuve inexistante à cette date |
| Jeux olympiques 2014 Sotchi    | 16e                            | 10e    | Médaille d'argent, Jeux olympiques | 15e             | 2e     | Médaille d'or, Jeux olympiques   |

Légende :
- : première place, médaille d'or
- : deuxième place, médaille d'argent
- : épreuve non-olympique
- — : Non disputée

### Championnats du monde
Tora Berger a remporté 18 médailles lors des Championnats du monde dont huit titres. La moitié de ses titres mondiaux et de ses médailles ont été remportés en relais.
| Mondiaux \ Épreuve   | Individuel                   | Sprint                       | Poursuite                    | Départ en masse              | Relais                       | Relais mixte              |
| 2005 Hochfilzen      | 21e                          | 11e                          | 19e                          | 13e                          | 5e                           | 10e                       |
| 2006 Pokljuka        | Jeux olympiques de Turin     | Jeux olympiques de Turin     | Jeux olympiques de Turin     | Jeux olympiques de Turin     | Jeux olympiques de Turin     | Médaille d'argent, monde  |
| 2007 Antholz         | 4e                           | 10e                          | 19e                          | 25e                          | Médaille de bronze, monde    | Médaille de bronze, monde |
| 2008 Östersund       | 4e                           | 4e                           | 4e                           | Médaille d'argent, monde     | 6e                           | —                         |
| 2009 Pyeongchang     | Médaille de bronze, monde    | 19e                          | 9e                           | 15e                          | 11e                          | 4e                        |
| 2010 Khanty-Mansiïsk | Jeux olympiques de Vancouver | Jeux olympiques de Vancouver | Jeux olympiques de Vancouver | Jeux olympiques de Vancouver | Jeux olympiques de Vancouver | Médaille d'argent, monde  |
| 2011 Khanty-Mansiïsk | 10e                          | 7e                           | 5e                           | Médaille de bronze, monde    | 5e                           | Médaille d'or, monde      |
| 2012 Ruhpolding      | Médaille d'or, monde         | 6e                           | 4e                           | Médaille d'or, monde         | Médaille de bronze, monde    | Médaille d'or, monde      |
| 2013 Nové Město      | Médaille d'or, monde         | Médaille d'argent, monde     | Médaille d'or, monde         | Médaille d'argent, monde     | Médaille d'or, monde         | Médaille d'or, monde      |

Légende :
- : première place, médaille d'or
- : deuxième place, médaille d'argent
- : troisième place, médaille de bronze
- : épreuve inexistante à cette date : en raison des Jeux olympiques de Turin, la seule épreuve disputée aux mondiaux de Pokljuka est le relais mixte, épreuve qui ne figure au programme des Jeux olympiques, même situation en 2010 à Khanty-Mansiïsk
- — : Tora Berger n'a pas participé à cette épreuve

### Coupe du monde
- 2 gros globes de cristal en 2013, 2014[N 1].
- 4 petits globes de cristal : un grand chelem en 2013.
  - Vainqueur du classement de l'individuel en 2013.
  - Vainqueur du classement du sprint en 2013.
  - Vainqueur du classement de la poursuite en 2013.
  - Vainqueur du classement de la mass start en 2013.

#### Classements en Coupe du monde
| Saison    | Individuel | Individuel | Sprint | Sprint   | Poursuite | Poursuite | Départ en masse | Départ en masse | Général | Général  |
| Saison    | Points     | Position   | Points | Position | Points    | Position  | Points          | Position        | Points  | Position |
| --------- | ---------- | ---------- | ------ | -------- | --------- | --------- | --------------- | --------------- | ------- | -------- |
| 2002-2003 | –          | nc         | 1      | 65e      | –         | nc        |                 |                 | 1       | 68e      |
| 2003-2004 |            |            |        |          |           |           |                 |                 |         |          |
| 2004-2005 | 64         | 14e        | 160    | 13e      | 102       | 21e       | 47              | 21e             | 389     | 17e      |
| 2005-2006 | 20         | 33e        | 104    | 22e      | 75        | 26e       | 54              | 23e             | 253     | 22e      |
| 2006-2007 | 92         | 5e         | 175    | 12e      | 124       | 16e       | 53              | 24e             | 450     | 14e      |
| 2007-2008 | 40         | 15e        | 271    | 6e       | 238       | 4e        | 102             | 12e             | 664     | 7e       |
| 2008-2009 | 122        | 3e         | 352    | 3e       | 246       | 2e        | 146             | 6e              | 894     | 3e       |
| 2009-2010 | 87         | 13e        | 215    | 15e      | 101       | 24e       | 139             | 9e              | 564     | 12e      |
| 2010-2011 | 133        | 4e         | 356    | 3e       | 268       | 4e        | 206             | 3e              | 963     | 4e       |
| 2011-2012 | 108        | 5e         | 373    | 4e       | 361       | 3e        | 241             | 2e              | 1054    | 3e       |
| 2012-2013 | 168        | 1re        | 428    | 1re      | 417       | 1re       | 262             | 1re             | 1234    | 1re      |
| 2013-2014 | 59         | 10e        | 366    | 2e       | 322       | 2e        | 124             | 4e              | 868     | (*)1re   |

(*) Mise à jour en décembre 2021
- Points : nombre de points en Coupe du monde ; position : classement en Coupe du monde.
- Les épreuves des Jeux olympiques et des championnats de monde sont comptabilisées par l'Union internationale de biathlon (International Biathlon Union ou IBU) comme des épreuves de coupe du monde. Toutefois, pour les Jeux olympiques de 2014 de Sotchi, les épreuves de biathlon n'octroient pas de points pour la Coupe du monde de la saison 2013-2014.

#### Podiums
Elle obtient également neuf victoires avec les équipes de relais, six deuxièmes places et huit troisième places.
| Résultat  | Épreuves individuelles | Épreuves individuelles | Épreuves individuelles | Épreuves individuelles | Épreuves individuelles | Relais | Relais       | Relais | Total |
| Résultat  | Individuel             | Sprint                 | Poursuite              | Départ en masse        | Total                  | Relais | Relais mixte | Total  | Total |
| --------- | ---------------------- | ---------------------- | ---------------------- | ---------------------- | ---------------------- | ------ | ------------ | ------ | ----- |
| 1re place | 5                      | 7                      | 9                      | 7                      | 28                     | 5      | 4            | 9      | 37    |
| 2e place  | 0                      | 13                     | 4                      | 4                      | 21                     | 3      | 3            | 6      | 27    |
| 3e place  | 2                      | 6                      | 4                      | 2                      | 14                     | 8      | 1            | 9      | 23    |

#### Détail des victoires individuelles
Berger a la particularité d'avoir remporté à Ruhpolding tous les formats de courses, il s'agit par ailleurs du lieu où elle compte le plus de victoires avec Östersund avec cinq courses remportées.
| Saison \ Épreuve | Individuel                         | Sprint                        | Poursuite                                                               | Mass start                            | Total |
| 2007-2008        |                                    | Oberhof                       | Kontiolahti                                                             |                                       | 2     |
| 2008-2009        |                                    | Antholz-Anterselva            |                                                                         | Trondheim                             | 2     |
| 2009-2010        | Vancouver (Jeux olympiques)        | Östersund                     |                                                                         |                                       | 2     |
| 2010-2011        | Pokljuka                           | Ruhpolding Antholz-Anterselva | Ruhpolding Presque Isle                                                 | Antholz-Anterselva                    | 6     |
| 2011-2012        | Ruhpolding (Ch.du monde)           |                               | Östersund Nové Město                                                    | Ruhpolding (Ch.du monde)              | 4     |
| 2012-2013        | Östersund Nové Město (Ch.du monde) | Östersund Oslo-Holmenkollen   | Östersund Antholz-Anterselva Nové Město (Ch.du monde) Oslo-Holmenkollen | Pokljuka Ruhpolding Oslo-Holmenkollen | 11    |
| 2013-2014        |                                    |                               |                                                                         | Oberhof                               | 1     |
| Total            | 5                                  | 7                             | 9                                                                       | 7                                     | 28    |

## Carrière en ski de fond
Elle participe à deux courses de Coupe du monde de ski de fond, un relais où elle termine deuxième, et un dix kilomètres libre, où elle termine quatrième.

### Note
1. 1 2  Tora Berger remporte son deuxième globe de cristal (Coupe du monde 2013-2014) rétrospectivement en 2021 (sept ans après), à la suite de la disqualification d'une tierce biathlète, Olga Zaïtseva, sur les dernières courses de la saison 2013-2014. Cette sanction annexe conduit effectivement à une mise à jour des résultats, officialisée en décembre 2021, qui permet à Berger de récupérer un nombre de points nécessaires et suffisants pour passer en tête et remporter le classement général. Elle partage désormais le titre de la Coupe du monde 2013-2014 avec la gagnante initiale, Kaisa Mäkäräinen [49].